# 1. alpinski polk
1. alpinski polk (izvirno italijansko 1° reggimento Alpini) je bil alpinski polk Italijanske kopenske vojske.

## Zgodovina
Polk je bil ustanovljen leta 1882. Uničen je bil med drugo svetovno vojno leta 1943.

## Organizacija
- Bataljon Ceva
- Bataljon Mondovi
- Bataljon Pieve di Tecco